# Карл I (Австро-Унгария)
Вижте пояснителната страница за други личности с името Карл I.
Карл I, пълно име Карл I Франц Йозеф (на немски: Karl I Franz Josef; * 17 август 1887; † 21 април 1922) е австрийски император (1916 – 1918), крал на Бохемия (1916 – 1918) като Карл III (на чешки: Karel III) и крал на Унгария (1916 – 1918, де юре 1916 – 1920) като Карой IV (на унгарски: IV. Károly). Последен представител на династията Хабсбурги.

## Биография
Женен е за италианската принцеса Зита Бурбон-Пармска (1892 – 1989). Имат 8 деца, най-голямото от които е Ото Хабсбург, бивш глава на рода Хабсбург-Лотринген. Императрица Зита е еднокръвна сестра (имат общ баща) с българската княгиня Мария-Луиза, съпругата на цар Фердинанд I.
След два неуспешни опита да си върне унгарския трон на 19 ноември 1921 г. той отива на остров Мадейра в качеството на чужденец. След като боледува от възпаление на белите дробове, умира на 21 април 1922 г.
Той е беатифициран (причислен към блажените) от Римокатолическата църква през 2003 г.